# 差分機 (小說)
《差分機》（[] 错误：{{Langx}}：拉丁字母轉寫（帮助））是一部以赫爾曼·何樂禮的打孔卡片、查爾斯·巴貝奇的差分機、愛達·勒芙蕾絲的譯文筆記等電腦科技的發展背景架構出來的科幻小說，由威廉·吉布森與布鲁斯·斯特林兩人共同撰寫而成。故事情節同時穿插了偵探推理與歷史驚悚，此書也是蒸汽朋克科幻題材的開山始祖。故事的開頭從1855年蒸氣的驅動掀起了工業革命，而巴貝奇不斷改進他的分析機，加上愛達所提出的新構想，讓資訊時代提前一個世紀到來。故事主角希比爾（Sybil Gerard）、馬洛里（Edward Leviathan Mallory）與奧芬特（Laurence Oliphant）從發現一箱來歷不明、可能至人於死地的打孔卡片，開始了他們的冒險，並見證了歷史與未來的交會。

## 情節摘要
反機械化的政治交際花希比爾、古生物及探險家馬洛里與外交官奧芬特，從發現一箱來歷不明、可能至人於死地的打孔卡片，開始了他們的冒險。在這個故事中，許多人都相信打孔卡片就像是個讓人連續下注到贏的賭局。這符合了愛達在歷史記載中有著賭博的嗜好。直到最後一章，故事才揭露出「打孔卡片」可以表示一個程序的運作，更證明了現實中無法驗證的哥德爾定理。愛達為此曾在法國舉辦一個主題演講。
籠罩在逆溫層下的酷熱倫敦，又因為不明惡臭的污染使人更加難以保持冷靜（暗引1952年12月的倫敦煙霧）。為了保護這些卡片，馬洛里召集他的秘警弟兄們，一齊向使倫敦陷入騷亂的革命軍──司運（Swing）上校抗爭示威。
起義失敗後，奧芬特和希比爾在巴黎的咖啡館碰面。奧芬特告訴她，他知道她的真實身份，但不會洩漏出去。儘管他正追查的情報會挖出過去玩弄希比爾感情的騙子愛格蒙（Egremont）。不過，愛格蒙現在不只成了上議院布魯內爾（Brunel）和巴貝奇的眼中釘，他當年抖出來的政治醜聞更毀了奧芬特的議員生涯和貴族身份，對此，希比爾早想報仇。
愛達發表了幾篇說明差分機起源的短文，同時作為哥德爾定理的佐證，這就是愛達目前眾所皆知的《分析機概念》譯文。在愛達父親的葬禮上，由弗雷澤（Fraser）陪伴著她，在一旁的希比爾仍憤恨不平地無法原諒害死父親的拜倫勳爵。在小說的最後，以愛達的反烏托邦觀點，比喻人類將成為數位洪流中的短小密碼。